# Oust (Fluss)
Der Oust ist ein Fluss in Frankreich, der in der Region Bretagne verläuft. Seine Quelle befindet sich im Gemeindegebiet von Corlay. Der Oust entwässert generell Richtung Südost und durchquert die Départements Côtes-d’Armor, Morbihan und Ille-et-Vilaine. Er mündet nach rund 145 Kilometern bei Saint-Jean-la-Poterie, knapp unterhalb von Redon, als rechter Nebenfluss in die Vilaine. Der Flussabschnitt von Rohan bis Redon ist kanalisiert und als Teil des Canal de Nantes à Brest schiffbar. Der Kanal wird heute aber nur mehr touristisch von Sport- und Hausbooten genutzt.

## Orte am Fluss
(Reihenfolge in Fließrichtung)
- Uzel
- Rohan
- Josselin
- Malestroit
- Redon